# Sedusis
Els sedusis (Sedusii) foren una tribu germànica esmentada per Juli Cèsar entre les tribus sotmeses a Ariovist. No tornen a ser esmentats posteriorment.